# Powiat lubliniecki
Powiat lubliniecki – powiat w Polsce w województwie śląskim, utworzony w 1999 roku w ramach reformy administracyjnej. Jego siedzibą jest miasto Lubliniec. 
Według danych z 31 grudnia 2023 roku powiat zamieszkiwało 75 027 osób.
W skład powiatu wchodzą:
- gminy miejskie: Lubliniec
- gminy miejsko-wiejskie: Woźniki
- gminy wiejskie: Boronów, Ciasna, Herby, Kochanowice, Koszęcin, Pawonków
- miasta: Lubliniec, Woźniki

## Demografia

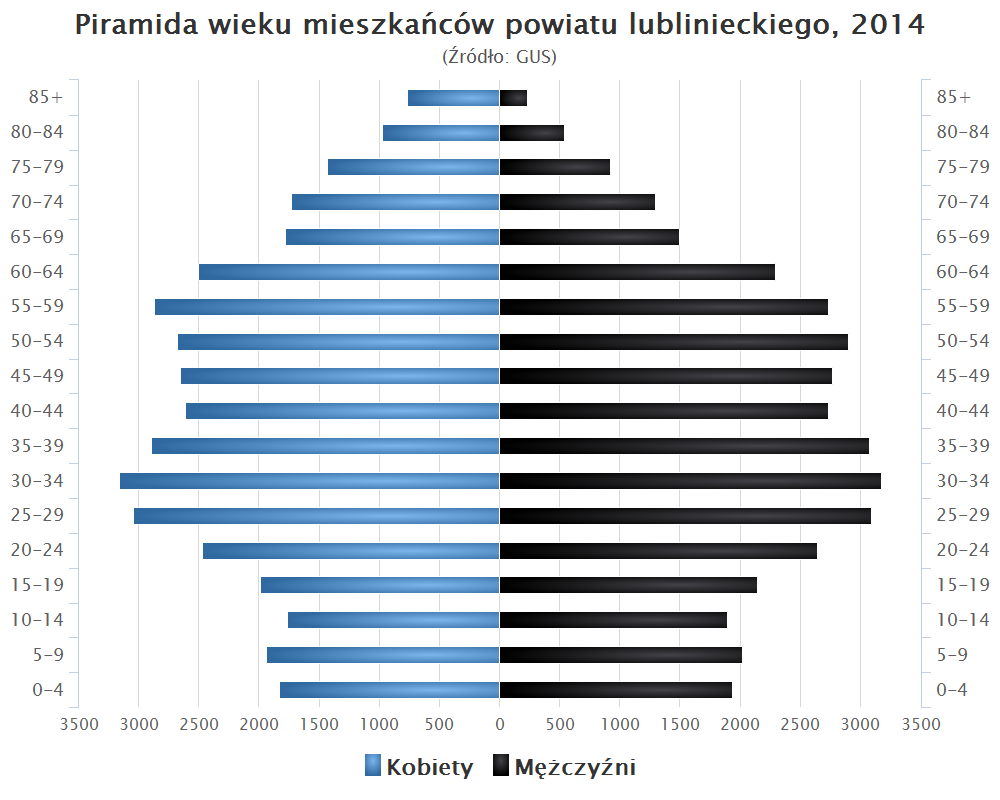
Piramida wieku mieszkańców powiatu lublinieckiego w 2014 roku

Według danych z 31 grudnia 2019 roku powiat zamieszkiwało 76 451 osób. Natomiast według danych z 30 czerwca 2020 roku powiat zamieszkiwało 76 326 osób.
\
Liczba ludności (dane z 31 grudnia 2012):
|        | Ogółem | Ogółem | Kobiety | Kobiety | Mężczyźni | Mężczyźni |
| osób   | %      | osób   | %       | osób    | %         |           |
| ------ | ------ | ------ | ------- | ------- | --------- | --------- |
| Ogółem | 77 347 | 100    | 39 242  | 50,73   | 38 105    | 49,27     |
| Miasto | 28 851 | 37,30  | 14 687  | 18,99   | 14 164    | 18,31     |
| Wieś   | 48 496 | 62,70  | 24 555  | 31,75   | 23 941    | 30,95     |

▶Wieś vs ▶miasto
Ogółem (▶k, ▶m)
Miasto (▶k, ▶m)
Wieś (▶k, ▶m)

### Związki wyznaniowe[potrzebnyprzypis]
- Kościół rzymskokatolicki: 20 parafii
- Kościół Adwentystów Dnia Siódmego: zbór
- Kościół ewangelicko-augsburski: zbór
- Kościół Zielonoświątkowy: zbór
- Świadkowie Jehowy: 3 zbory

## Rada Powiatu
| Ugrupowanie                                   | 2002-2006  | 2006-2010 | 2010-2014 | 2014-2018 | 2018-2023 |
| --------------------------------------------- | ---------- | --------- | --------- | --------- | --------- |
| Sojusz Lewicy Demokratycznej                  | 1 (SLD-UP) | -         | -         | -         |           |
| Prawo i Sprawiedliwość                        |            |           |           |           | 5         |
| Forum Prawicy Ziemi Lublinieckiej             | 3          | 3         | 2         | 2         |           |
| Samorząd Lubliniecki                          | 4          | 3         | 1         | -         |           |
| Porozumienie Samorządowe Ziemi Lublinieckiej  | 9          | 8         | 10        | -         | 6         |
| Samoobrona                                    | 2          | 2         | -         | -         |           |
| Wspólnota Ziemi Lublinieckiej                 | -          | 2         | 6         | 4         | 6         |
| Inicjatywa Samorządowa                        | -          | 1         | -         | -         |           |
| Forum Samorządowe Ziemi Lublinieckiej         | -          | -         | -         | -         |           |
| Porozumienie Ziemi Lublinieckiej              | -          | -         | -         | 13        |           |
| Komitet Wyborczy Wyborców Ziemi Lublinieckiej |            |           |           |           | 2         |

## Położenie geograficzne
Powiat lubliniecki położony jest w dorzeczach górnej Liswarty i górnej Małej Panwi. Jego terytorium znajduje się na pograniczu Niziny Śląskiej i Wyżyny Śląskiej. W północno-wschodniej części powiatu znajduje się też większa część Parku Krajobrazowego „Lasy nad Górną Liswartą”.
W przeszłości do powiatu lublinieckiego należały także gminy Dobrodzień i Kalety.

## Historia powiatu
Większość obszaru powiatu leży na Górnym Śląsku, oprócz terenu miejscowości Łebki, Pietrzaki oraz części miejscowości Herby (dawniej Herby Polskie). Przez długi czas ziemia lubliniecka stanowiła rejon kulturowy Górnego Śląska, graniczący od północy z Małopolską. Granica między Śląskiem a Małopolską, ustanowiona na przełomie XIV i XV wieku, przebiega w kierunku północnym od miejscowości Boronów i wschodnim od miasta Woźniki. Miała ona wpływ na wzmocnienie autonomii ziemi lublinieckiej jako obszaru odrębnego kulturowo. W XVIII w. była to też granica Prus z Rzecząpospolitą, a później Prus i Niemiec z Rosją i Królestwem Polskim.
Zaczątkiem powiatu był tzw. districtus Lublinensis, który to wzmiankowany był już w XIV wieku. Do końca XX wieku w granicach powiatu znajdowały się też miasta i gminy Kalety i Dobrodzień, które zostały odłączone od powiatu lublinieckiego 1 stycznia 1999.
- 1300 – Lubliniec uzyskał prawa miejskie
- XVIII wiek – pierwszy starosta z nadania pruskiego – Jan Ludwik von Goczalkowski
- 1922 – pierwszy starosta lubliniecki w dwudziestoleciu międzywojennym – Kazimierz Grzymała-Niegolewski (zm. 1923[13])

## Kultura i turystyka

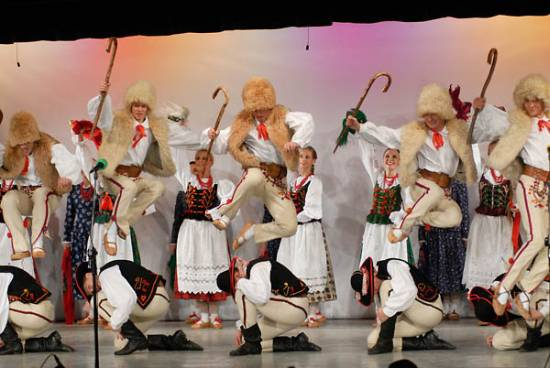
Zespół Pieśni i Tańca „Śląsk” w 2006 roku

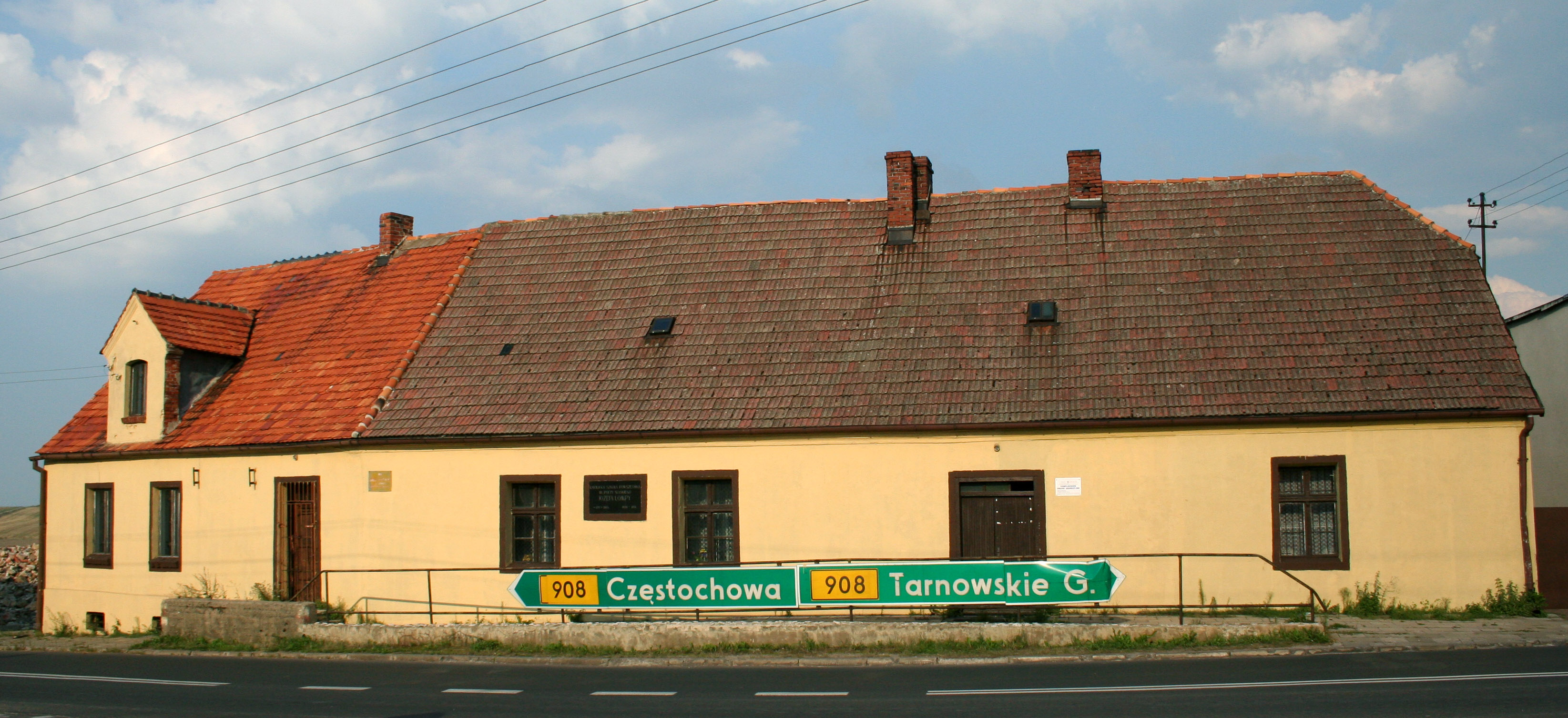
Budynek dawnej szkoły w Lubszy, w której nauczał Józef Lompa

Na obszarze powiatu znajduje się kilkanaście dworków, pałaców i zespołów zamkowo-pałacowych: w Dralinach, Kochanowicach, Kochcicach, Koszęcinie, Lublińcu, Łagiewnikach Wielkich, Panoszowie, Sierakowie Śląskim, Wędzinie i Wierzbiu.
Na trasie Szlaku architektury drewnianej znajdują się następujące obiekty:
- wolno stojąca dzwonnica drewniana z XVII w. przy murowanym kościele św. Józefa z 1331 w Sadowie
- kościół Matki Boskiej Różańcowej z 1611 w Boronowie, pierwszy na Śląsku kościół zbudowany na planie krzyża greckiego.
- Kościół Narodzenia Najświętszej Maryi Panny z 1576 w Gwoździanach.
- kościół św. Anny z 1653 w Lublińcu
- kościół św. Jana Chrzciciela z ok. 1670 w Bruśku
- kościół Świętej Trójcy z 1724 w Koszęcinie
- kościół św. Marcina z 1751 w Cieszowej
- kościół cmentarny św. Walentego z 1696 w Woźnikach

W zespole zamkowym w Koszęcinie swoją siedzibę ma Zespół Pieśni i Tańca „Śląsk”. W miejscowości Cieszowa, oprócz zabytkowego kościoła, znajduje się też kirkut z XVIII wieku.
Poza szlakiem architektury drewnianej, na terenie powiatu znajdują się także:
- Szlak im. Józefa Lompy (83 km)
- Szlak Powstań Śląskich (73 km)
- Szlak Pomników Przyrody (61 km)

## Prasa[potrzebnyprzypis]
Na terenie powiatu lublinieckiego ukazuje się Echo powiatu – bezpłatny informator powiatu lublinieckiego – miesięcznik informacyjno-publicystyczny, poświęcony zagadnieniom lokalnym.

## Gospodarka[potrzebnyprzypis]
Gospodarka powiatu oparta jest głównie na rolnictwie, jednakże na jego terenie znajduje się także kilka większych zakładów przemysłowych:
- Lentex – producent wykładzin w Lublińcu
- Hoger w Lublińcu
- Gerlic w Lublińcu
- Texlen w Lublińcu
- Hugienika w Lublińcu
- Bios Lubliniec 1
- Bios Lubliniec 2
- Młyn Lubliniec
- Polimer w Lublińcu
- Szybex w Lublińcu
- Turbo Care Poland w Lublińcu
- Energoserwis – przemysł elektromaszynowy w Lublińcu
- Operator Logistyczny Paliw Płynnych Sp. z o.o. – Zakład Magazynowania Paliw nr 3 w Boronowie
- Scrapena – zakład przerobu złomu i recyklingu samochodów w Herbach.

## Sąsiednie powiaty
- powiat kłobucki
- powiat częstochowski
- powiat myszkowski
- powiat tarnogórski
- powiat strzelecki (województwo opolskie)
- powiat oleski (województwo opolskie)